# Cantón de Nocé
El cantón de Nocé era una división administrativa francesa, que estaba situada en el departamento de Orne y la región de Baja Normandía.

## Composición
El cantón estaba formado por doce comunas:
- Berd'huis
- Colonard-Corubert
- Courcerault
- Dancé
- Nocé
- Préaux-du-Perche
- Saint-Aubin-des-Grois
- Saint-Cyr-la-Rosière
- Saint-Jean-de-la-Forêt
- Saint-Maurice-sur-Huisne
- Saint-Pierre-la-Bruyère
- Verrières

## Supresión del cantón de Nocé
En aplicación del Decreto nº 2014-247 de 25 de febrero de 2014, el cantón de Nocé fue suprimido el 22 de marzo de 2015 y sus 12 comunas pasaron a formar parte del nuevo cantón de Bretoncelles.